# Olav Iversen
Olav Iversen (23 de septiembre de 1977 en Sandøy, Møre og Romsdal) es un músico noruego, compositor, guitarrista y cantante de heavy metal.

## Carrera musical
La carrera musical notable de Iversen comenzó con Trucks, una banda de punk pop británica / noruega, cuya canción más popular fue ""It's Just Porn Mum" de 2002. El sencillo fue un Top 5 en Noruega, y alcanzó el puesto N.º 35 en el UK Singles Chart.
Es el único miembro constante y cofundador de la banda de hard rock Sahg en 2004, junto con Tom Cato Visnes (King Ov Hell), Einar Selvik (Kvitrafn) y Thomas Tofthagen.
Iversen también ha sido un miembro activo en varias bandas de su país, como Audrey Horne y Manngard.
Aparte de sus proyectos musicales, que es director de arte y diseñador gráfico en Bergen desde 2000.

## Discografía

### Con Starling
- Mellowcold (EP, 2001)

### ConTrucks
- Juice (2003)

### ConManngard
- Circling Buzzards (2006)
- European Cowards (2007)

### ConSahg
- Sahg I (2006)
- Sahg II (2008)
- Sahg III (2010)
- Delusions of Grandeur (2013)
- Memento Mori (2016)

### As guest musician

#### ConAudrey Horne
- Le Fol (2007)

#### ConVulture Industries
- The Malefactor's Bloody Register (2010)

#### ConDominanz
- Noxious (2014)

#### ConAhab
- The Boats of the "Glen Carrig" (2015)[7]